# Pure Massacre
Pure Massacre és el segon senzill de l'àlbum de debut del grup Silverchair anomenat Frogstomp. Llançada el 1995, es va tocar en l'espectacle Saturday Night Live.

## Llista de cançons
CD AUS (MATTCD005) / Casset Senzill (MATTC005)
1. "Pure Massacre"
2. "Faultline (live in New Castle Oct 21 1994)"
3. "Stoned (live in New Castle Oct 21 1994)"

CD Senzill EU (Àustria/EU) (6612872)
1. "Pure Massacre"
2. "Acid Rain"
3. "Blind"
4. "Stoned"

CD Senzill UK (6622642)
1. "Pure Massacre"
2. "Acid Rain"
3. "Blind"

12" UK (0166226420)
1. "Purre Massacre"
2. "Acid Rain"
3. "Stoned"
4. "Blind"

CD Promo US (ESK7275)
1. "Pure Massacre (radio edit)"